# Kloster Schönbühel

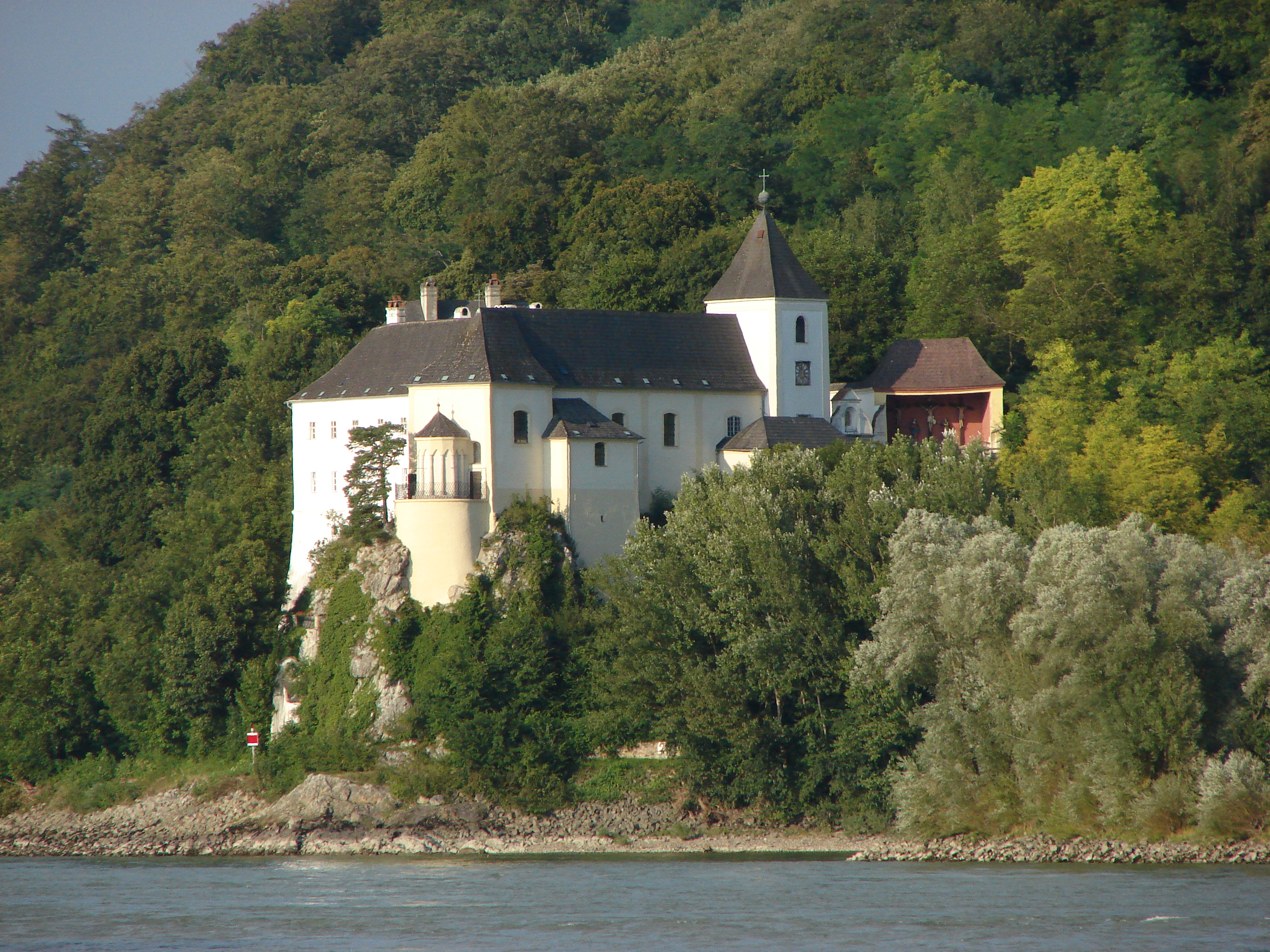
Kloster Schönbühel

Das ehemalige Servitenkloster Schönbühel liegt auf einem Fels 500 m flussabwärts des Schlosses Schönbühel (in Schönbühel an der Donau) am rechten Ufer der Donau und wurde ab den 1760er-Jahren erbaut. 1980 verließen die Servitenmönche das Kloster; es wird heute als Pfarrkirche betreut.

## Klostergeschichte
Ab dem Jahr 1411 befand sich das Gebiet im Besitz einer Linie der Herren von Starhemberg und war im 16. Jahrhundert wie etliche Regionen des heutigen Österreich ein Zentrum des Protestantismus. Konrad Balthasar von Starhemberg (1611/12–1687), Eigentümer von Schloss Schönbühel und weitläufiger Besitzungen im Dunkelsteinerwald und im Waldviertel, konvertierte 1639 zum Katholizismus und gründete Stiftungen zugunsten des Servitenordens. Schließlich berief er Serviten nach Schönbühel an der Donau, die auf dem Felsen, auf den Ruinen des im Volksmund Teufelsgschloß bekannten Gebäudes, ein Kloster errichten sollten. – Im Zusammenhang mit Katholizismus und den religiösen Krisen dieser Zeit muss hinzugefügt werden, dass sich nicht nur Conrad Balthasar von Starhemberg für den katholischen Glauben einsetzte, sondern auch sein Sohn Ernst Rüdiger von Starhemberg, der berühmte Verteidiger Wiens während der 2. Türkenbelagerung. – Beim sogenanntenTeufelsgschloß handelte es sich vermutlich um die Mauerreste einer mittelalterlichen Donauwarte. Um dieses Gemäuer ranken sich auch Sagen. Zur Entstehung des Klosters heißt es in Plöckingers „Wachausagen“ beispielsweise:

„An der Stelle des kleinen Klosters Schönbühel an der Donau stand einst auf dem aus der Donau ansteigenden Felsen eine Ritterburg. Sie war aber bereits ganz verfallen; Geister trieben darin ihr Unwesen. Der fromme Graf Starhemberg, der Schloßherr auf Schloß Schönbühel war, ließ, um den Spuk zu beenden, das Klösterchen für die Serviten erbauen.“

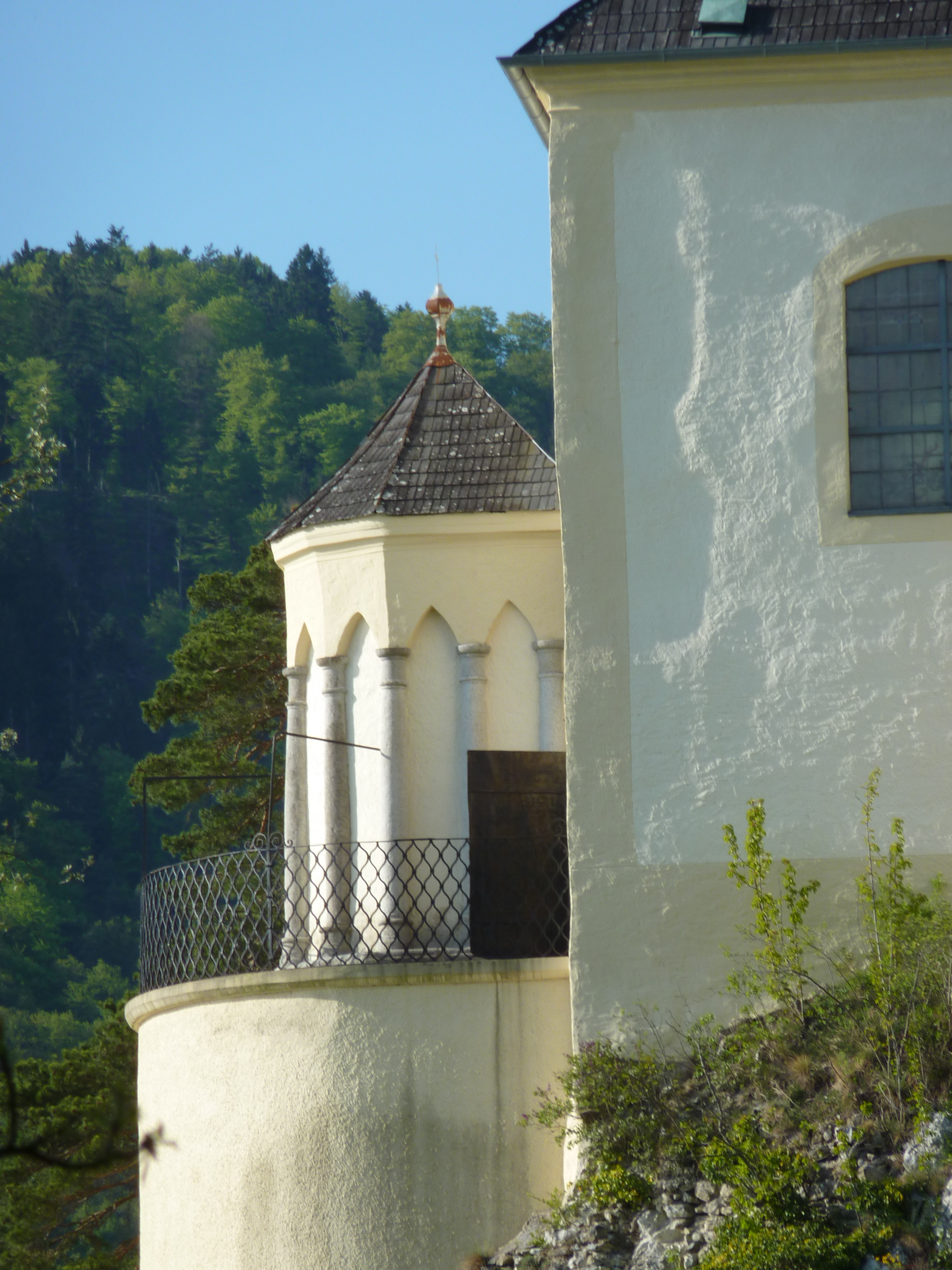
Grab-Christi-Kapelle

Noch im Jahr ihrer Berufung begannen die Serviten mit dem Bau einer Grab-Christi-Kapelle, und am Heiligen Abend des Jahres 1667 wurde die erste Messe gelesen. 1669 kam dann ein Kalvarienberg dazu. In diesem Jahr wurde in Schönbühel eine von Servitenpatres betreute Pfarre eingerichtet; die Schlosskirche diente als Pfarrkirche.
Von 1670 bis 1673 oder 1675 wurde eine Nachbildung der Betlehemgrotte errichtet. Dieser Bau geht auf Eleonora de Gonzaga, Witwe von Kaiser Ferdinand III., zurück, die damit einer Bitte Graf Conrad Balthasars entsprach. Sie beschaffte Pläne des Originals und entschied sich für den Platz nahe Schönbühel, da dieser situs demjenigen zu Betlehem gantz ähnlich, und man weit und breit diese heilige Andacht einzurichten kein bequemlichere Gelegenheit findn kunte. Die Stiftung des Konvents wurde für 5 Priester und 2 Laienbrüder dann 1672 rechtskräftig. Danach war das Kloster ein Teil der kleinen Wallfahrtsorte der barocken Austria sacra. Die Nachbildung der Grabeskirche war gleich sehr beliebt und wurde von vielen Pilgern besucht. Unter ihnen befand sich 1675 auch Kaiser Leopold I. Viele Prozessionen aus den Orten der Umgebung zur Wallfahrtskirche entstanden in der Folgezeit. Als die Pestnot 1679 einen Höhepunkt erreichte, festigte sich der Ruf der Wallfahrt Schönbühel, da die Kirche der Pestheiligen Rosalia geweiht ist. Es wurde eine Skapulierbruderschaft gegründet und „Mirakelbücher“ berichten von etlichen Gebetserhörungen in Krankheitsfällen.

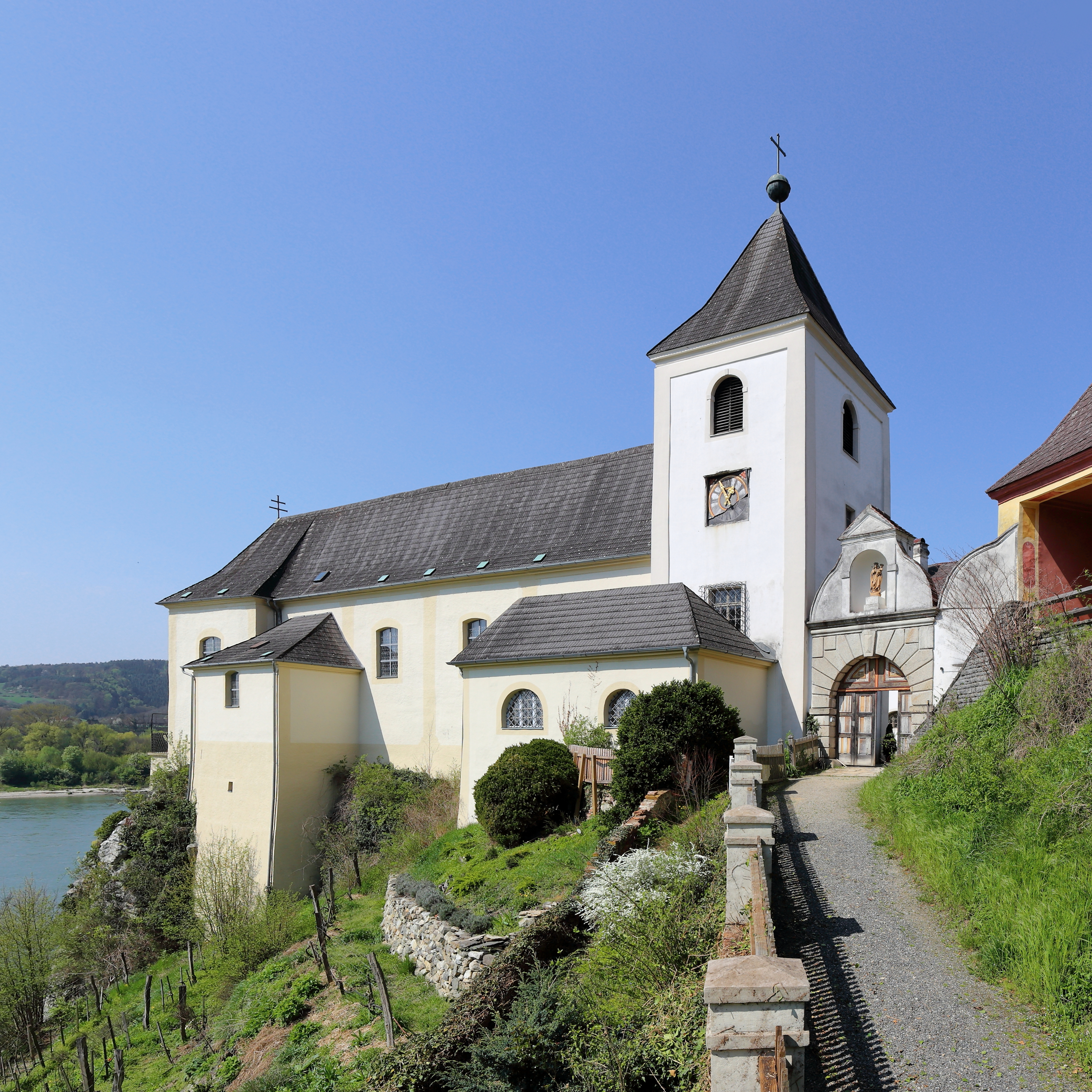
Südostansicht der Klosterkirche

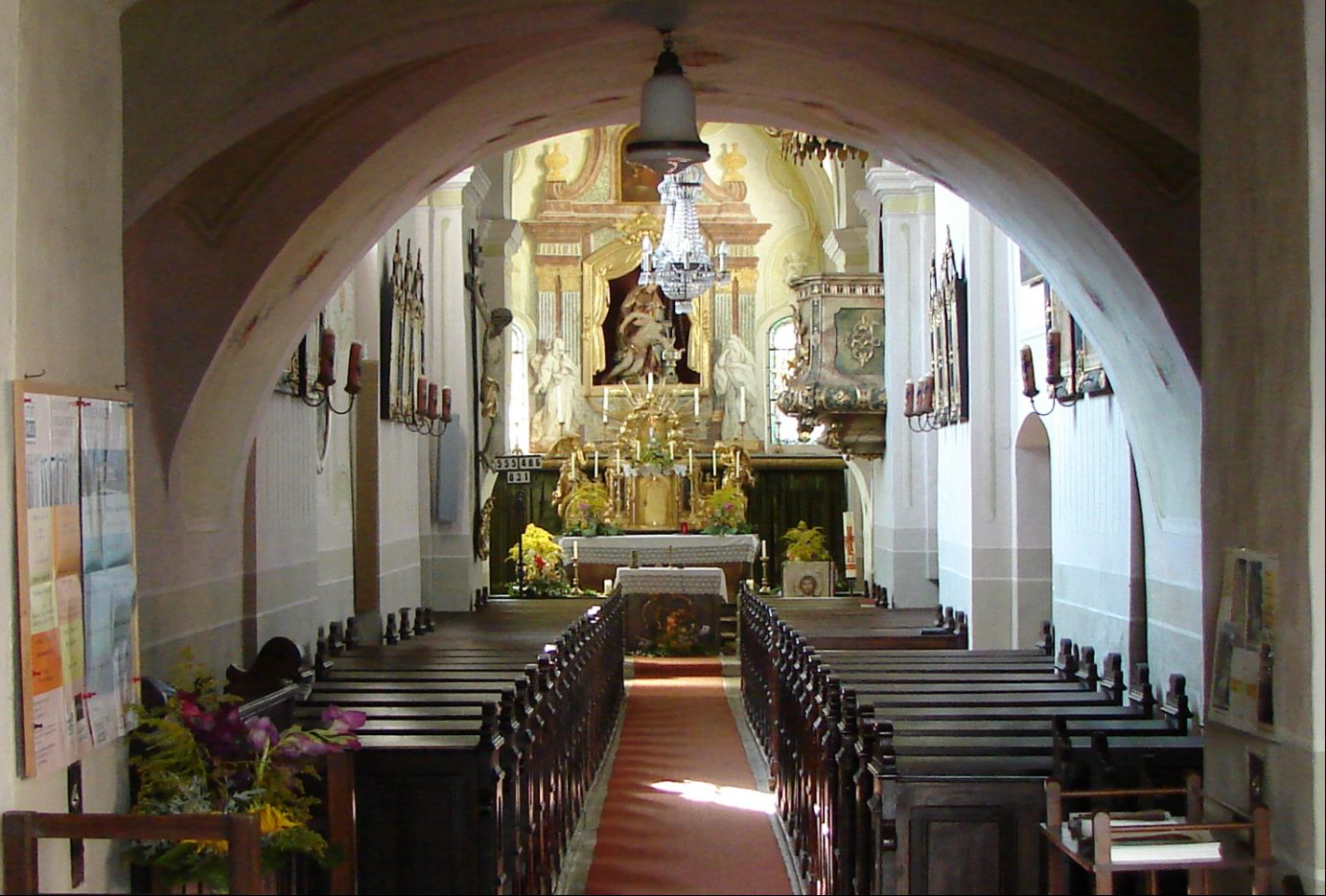
Pfarrkirche

Das Kloster erlebte eine Blüte bis zur josephinischen Zeit. Seit 1786 ist die Wallfahrtskirche des Klosters auch Pfarrkirche, da die Schlosskirche zunehmend verfiel. Die Eingriffe ins geistliche Leben, die Einschränkungen der barocken Wallfahrt und des Andachtswesens sowie die verringerte Priesterzahl führten zu einer Krise des Klosters. Die Auflösung des Konvents war schon beschlossen, wurde dann aber wieder verworfen, da die Pfarrrechte auf der Klosterkirche lagen.
In den Koalitionskriegen 1805 und 1809 kam es zu Plünderungen durch französische Truppen. Dadurch und durch den Verlust von Stiftungen kam das Kloster in eine schwierige Situation. Kirchen- und Klostergebäude wurden vernachlässigt und begannen zu verfallen. Im 19. Jahrhundert wurde mehrmals eine Klosteraufhebung überlegt. Prinzessin Elisabeth von Bayern, die spätere Kaiserin Sisi, besuchte das Kloster 1844. Im ersten Teil der Sissi-Filme ist diese Szene auch nachgestellt.
Die Renovierung der Gebäude begann 1967; ein weiterer baulicher Verfall wurde verhindert, aber der Priestermangel im Servitenorden verursachte den Abgang der Patres im Jahr 1980. Entsprechend dem Stiftungsvertrag wurden die Klostergebäude dem Schloss zurückgegeben.
Im ehemaligen Kloster wird auch heute die hl. Messe regelmäßig gefeiert; ebenso finden Andachten statt; eine touristische Besichtigung ist möglich. Die Pfarre Schönbühel wird seit der Aufgabe durch die Serviten vom Stift Göttweig geführt.

## Umgebung der Klosteranlage

### Kapelle am Fußweg zum Kloster
Am Weg vom Ort zum Kloster befindet sich eine allein stehende Kapelle mit einer gefassten Quelle. Sie war früher bei den Wallfahrern sehr beliebt. In der Kapelle befand sich eine Kopie des Gnadenbildes der Maria von Scharten und eine Statue der heiligen Rosalia.

### Kalvarienberg

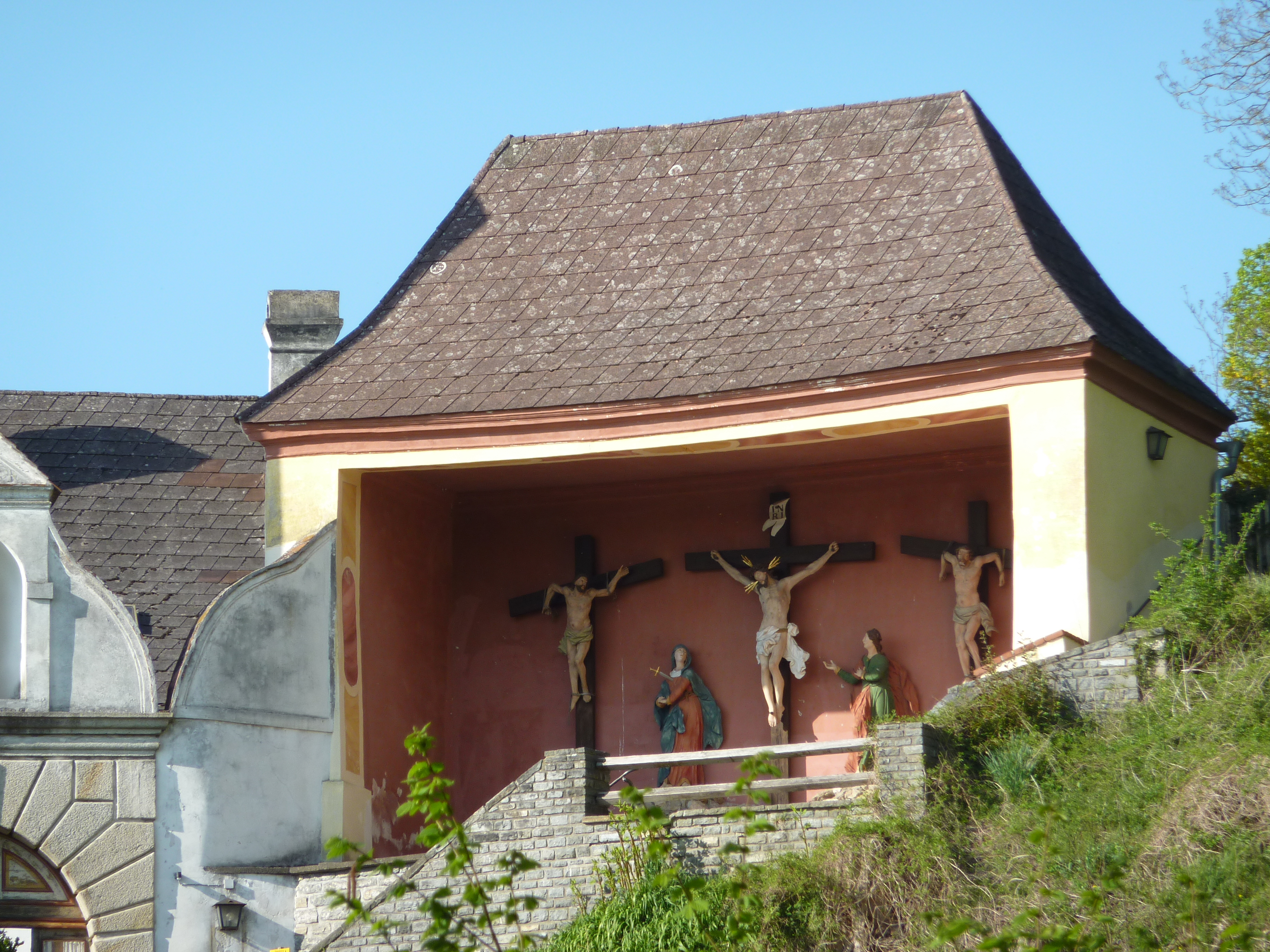
Kalvarienberg

Den Kalvarienberg erreicht man über eine Treppe direkt bei der Klostertür. Die Figuren zeigen den Stilwandel vom Früh- zum Spätbarock.

### Via sacra
Auf Veranlassung von Graf Conrad Balthasar von Starhemberg wurde nach der Klostergründung eine via sacra von Schönbühel über Aggsbach-Dorf nach Maria Langegg angelegt. Sie verband die beiden von den Serviten betreuten Wallfahrtsstätten zur „Schmerzhaften Muttergottes“. An ihrem Weg befanden sich 15 Rosenkranzkapellen. 5 von ihnen sind noch erhalten. Sie sind einfache, gedrungene Bauten mit einem Satteldach die eine tiefe Nische, die nach hinten in einen Rundbogen abschließt, beherbergen. Bei einer dieser Kapellen befinden sich die Mauerreste eines Turms. Dieses sogenannte „Blashaus“ hatte den Zweck den vorbeifahrenden Schiffen mit einem Horn die nahe Mautstelle in Aggsbach-Dorf anzukündigen.

### Tavernenhaus
1887 kaufte der Philosoph Franz Brentano (1838–1917), ein Neffe des Dichters Clemens Brentano, das Tavernenhaus neben dem Kloster. Er wandelte es zu seinem Sommersitz um und ließ sich dort nieder. Der ehemalige katholische Priester, der aus der Kirche ausgetreten war, unterhielt gute Kontakte zu seinen Nachbarn im Servitenkloster.